# Euthalia binghamii
Euthalia binghamii är en fjärilsart som beskrevs av De Nicéville 1895. Euthalia binghamii ingår i släktet Euthalia och familjen praktfjärilar. Inga underarter finns listade i Catalogue of Life.